# Clostridium lactatifermentans
Clostridium lactatifermentans è una specie di batterio appartenente alla famiglia delle Clostridiaceae.